# Antonio Franconi
Antonio Franconi (Udine, 5 agosto 1737 – Parigi, 6 dicembre 1836) è stato un cavaliere e circense italiano.

## Biografia

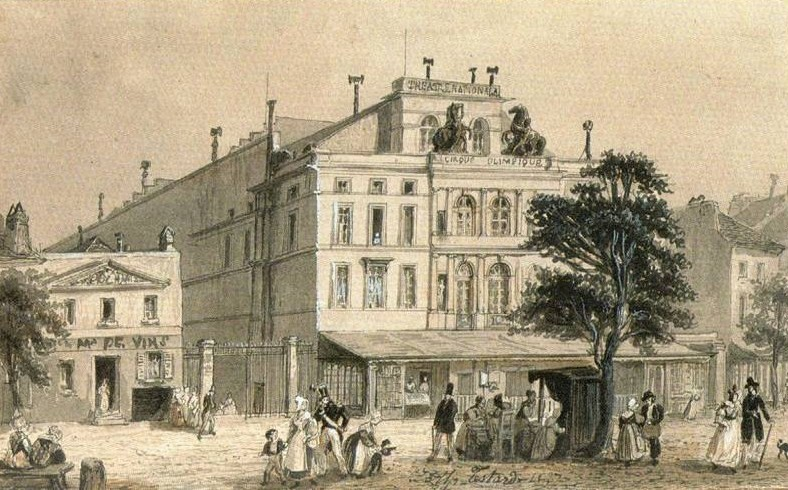
Esterno del terzo Cirque Olympique Franconi a Parigi, circa 1830

Arrivato in Francia intorno al 1760, dopo aver lasciato Udine a causa di un duello in cui aveva ucciso il duellante, iniziò facendo il saltimbanco e il medico itinerante, in seguito organizzando a Lione e Bordeaux combattimenti di tori. Si unisce nel 1783 al cavallerizzo inglese Philip Astley che aveva aperto una scuola di equitazione a Parigi, dove in seguito Franconi fondò il teatro equestre a cui diede il nome di Cirque-Olympique, che acquistò una prodigiosa fama. 
I suoi figli e nipoti hanno continuato ad attrarre il pubblico attraverso il talento equestre e la perfezione della messa in scena delle loro pantomime e giochi militari. L'ultimo famoso cavallerizzo di questo nome è Laurent Franconi (1776-1849). Suo figlio Victor Franconi fondò il 3 luglio 1845 un famoso luogo parigino di intrattenimento all'aperto, soprannominato "l'Ippodromo": situato in Place de l'Etoile. L'ippodromo Franconi divenne il progenitore dei circhi-ippodromo, modello poi esportato negli Stai Uniti d'America e popolarizzato da Phineas Taylor Barnum dopo il 1870. 
Antonio Franconi è sepolto nel cimitero di Père-Lachaise (35° suddivisione). Alla vita di Franconi è ispirato il film di Luca Verdone La meravigliosa avventura di Antonio Franconi (2011).